# Mauritánia címere

Mauritánia címere

Mauritánia címere (valójában: embléma) egy kör alakú pecsét, közepén egy félholddal és egy csillaggal, valamint pálmafával és rizsszállal. A pecsét körirata az ország arab és francia elnevezése. A pecsét 1960. augusztus 3. óta van használatban, de amikor 1991-ben az ország nevét megváltoztatták, akkor a feliratot nem cserélték le, hanem a korábbi, rövidebb elnevezést tartották meg.